# Bruno Praxedes
Bruno Praxedes, né le 8 février 2002 à Itaboraí, est un footballeur brésilien qui évolue au poste de milieu de terrain au Vasco da Gama.

## Biographie

### Carrière en club
Né à Itaboraí, dans la région de Rio, Bruno rejoint l'équipe de jeunes de Fluminense en 2012, y connaissant plusieurs sélections en équipe nationale brésilienne des moins de 17 ans, avant de rejoindre l'Internacional en 2019. Ayant intègré l'équipe première début 2020, Praxedes fait ses débuts professionnels avec l'Internacional en Campeonato Gaúcho le 1er février 2020, à l'occasion d'un match contre l'Ypiranga FC, où les deux clubs, déjà qualifiés pour les demi-finales de la compétition, gardent leurs cages inviolées.
Le 3 mars 2020, il réalise ses débuts en Copa Libertadores, disputant les dernières minutes du derby de Porto Alegre contre Grêmio, étant impliqué dans la bagarre de fin de match, et se retrouvant ainsi expulsé en compagnie de huit autres joueurs,.

### Carrière en sélection
Déjà international en équipe des moins de 17 ans brésilienne alors qu'il joue encore à Rio de Janeiro, il est également sélectionné avec les moins de 20 ans par André Jardine pour un tournoi quadrangulaire sudaméricain en décembre 2020. Il prend part à toutes les rencontres du tournoi, contre la Bolivie,, le Pérou, où il marque un but,, puis le Chili,,, les Brésiliens remportant la compétition avec deux victoires et un nul.